# Павел (Конюскевич)
Не следует путать с митрополитом Павлом, правившем епархией в XVII веке
Митрополит Павел (в миру Пётр Конюскевич (Канючкевич, Конюшкевич); 1705, Самбор — 4 (15) ноября 1770, Киев) — епископ Православной российской церкви, митрополит Тобольский и Сибирский.
Святой Русской православной церкви, почитается в лике святителей, память совершается (по юлианскому календарю): 10 июня (Собор Сибирских святых) и 4 ноября.

## Биография
Родился в Галиции в семье богатого мещанина. Начальное образование получил в Самборском училище, продолжил его в Киевской духовной академии. После её окончания был оставлен преподавать пиитику. Имея склонность к монашеству в 28 лет принял в Киево-Печерской лавре постриг с именем Павел. Будучи иеромонахом сопровождал настоятеля лавры в Санкт-Петербург, где был замечен и направлен проповедником в московскую Славяно-греко-латинскую академию.
В 1744 году Павла возвели в сан архимандрита и назначили настоятелем Юрьева монастыря в Великом Новгороде. В должности настоятеля Павел провёл 15 лет, осуществлял ряд построек в монастыре. 
23 мая 1758 года хиротонисан в Санкт-Петербурге во епископа Тобольского и Сибирского и возведён в сан митрополита. В Тобольск он прибыл только 20 ноября. Управляя епархией, митрополит Павел возобновил Тобольскую семинария, пригласил в неё преподавать трёх учёных монахов из Киева, занимался строительством храмов, отдавая предпочтение каменным постройкам (при нём в епархии было возведено около 20 каменных храмов). При святителе Павле в 1764 году состоялось обретение мощей Иннокентия Иркутского.
Недовольный политикой Екатерины II в области секуляризации церковной собственности, написал в Синод резкое послание. С другой стороны, строгость митрополита, граничившая с жестокостью, вызвала на него поток жалоб. В итоге в 1767 году был вызван в Синод. Из-за болезни задержался в Тобольске до 11 января 1768 года. Прибыв в Москву в апреле, направил в Священный Синод прошение об увольнении на покой в Киево-Печерскую лавру, которое было удовлетворено. (Имеются указания, что митрополит приговаривался к лишению архиерейского сана, но императрица не утвердила это постановление Св. Синода).  В лавре прожил до своей смерти, последовавшей после длительной болезни 4 ноября 1770 года. Был погребён в склепе под Успенским собором лавры. В настоящее время мощи святителя находятся в Дальних пещерах лавры.

## Признание
В 2013 году была учреждена Кузбасская литературная премия имени святителя Павла, митрополита Тобольского.